# Dilatris pillansii
Dilatris pillansii är en enhjärtbladig växtart som beskrevs av Winsome Fanny 'Buddy' Barker. Dilatris pillansii ingår i släktet Dilatris och familjen Haemodoraceae. Inga underarter finns listade.